# チャーチル級原子力潜水艦
| チャーチル級原子力潜水艦 | チャーチル級原子力潜水艦 |
| ------------------------ | --- |
|                          | |
| 艦級概観                 | |
| 艦種                     | 攻撃型原子力潜水艦 |
| 艦名                     | |
| 前級                     | ヴァリアント級原子力潜水艦 |
| 次級                     | スウィフトシュア級原子力潜水艦 |
| 性能諸元                 | |
| 排水量                   | 水中：4,900t、水上：4,200 t |
| 全長                     | 87 m |
| 全幅                     | 10.1 m |
| 吃水                     | 8.2 m |
| 機関                     | ロールス・ロイス PWR1型加圧水型原子炉 1基 イングリッシュ・エレクトリック ギアード蒸気タービン 1基 パックスマン ディーゼル・エレクトリック機関 (補機) 1軸 (15,000 shp (11 MW) |
| 予備浮力                 | 11.6% |
| 潜行深度                 | |
| 最大速力                 | 水中 28kt、水上 20 kt |
| 航続距離                 | |
| 乗員                     | 116名 (士官13名、下士官兵103名) |
| 探索装置                 | 2001型ソナー (探信/受聴) 2007型ソナー (受聴) 197型ソナー (音響要撃受信機) 1008型レーダー UAL (ESM) TCSS 9/TDHS (DCA)                                                         |
| 兵装                     | 533 mm (21 in) 魚雷発射管 6門 (魚雷 26基、後にハープーンの運用能力追加) |

チャーチル級原子力潜水艦 (Churchill class submarines) は、イギリス海軍の攻撃型原子力潜水艦。1番艦はイギリスの首相および海軍大臣をつとめたウィンストン・チャーチルにちなんで命名された。
チャーチル級はヴィッカーズ・アームストロング社（VSEL、バロー＝イン＝ファーネス）で建造された。2番艦のコンカラーのみキャメル・レアード造船所（Cammell Laird、バーケンヘッド）で建造された。

## 概要
チャーチル級は先行するヴァリアント級と同一の基本設計にもとづいており、要目上の大きな差異はない。ヴァリアント級は、弾道ミサイル原子力潜水艦レゾリューション級の建造を優先することが決定されたため、2隻が起工されたのみで更なる建造は凍結された。しかしながら、レゾリューション級4隻の整備の目処がついたことから、再び攻撃型原子力潜水艦の建造の再開が決定され、建造が開始されたのが本級である。そのため、この間のドレッドノートおよびヴァリアント級の運用実績を踏まえた内部的な改正が起工時から盛り込まれていることから、準同型艦として区別される。
チャーチル級およびヴァリアント級は、1982年のフォークランド紛争に投入されている。とりわけチャーチル級2番艦コンカラー (HMS Conqueror, S48) はアルゼンチン海軍の軽巡洋艦ヘネラル・ベルグラノを撃沈し、魚雷で戦闘艦を撃沈した世界初の原子力潜水艦として名を馳せた。

チャーチル級はヴァリアント級とともに、長きにわたって在籍した。しかし、ヴァリアント級2番艦ウォースパイトが、改修工事の過程で、原子炉の冷却管系に亀裂が発見されたため、改修を終えることなく1991年に解役されると、同一の設計の主機を搭載するヴァリアント級およびチャーチル級の全艦について、艦齢に達するのを待つことなく、順次、早期解役されることが決定した。1992年4月16日の3番艦カレイジャスの退役により、チャーチル級は全艦が現役を退いた。

## 同型艦
| 艦籍番号 | 艦名                                      | 起工           | 進水            | 就役            | 退役           | 現況                   |
| -------- | ----------------------------------------- | -------------- | --------------- | --------------- | -------------- | ---------------------- |
| S47      | チャーチル (Churchill)                    | 1967年 6月30日 | 1968年 12月20日 | 1970年 7月15日  | 1991年         | ロサイスで保管中       |
| S48      | コンカラー (Conqueror)                    | 1967年 12月5日 | 1969年 8月29日  | 1971年 11月9日  | 1991年         | デヴォンポートで保管中 |
| S49      | カレイジャス (Courageous、Superbから改名) | 1968年 5月15日 | 1970年 3月7日   | 1971年 10月16日 | 1992年 4月16日 | デヴォンポートで保管中 |